# Louisiana-Legende

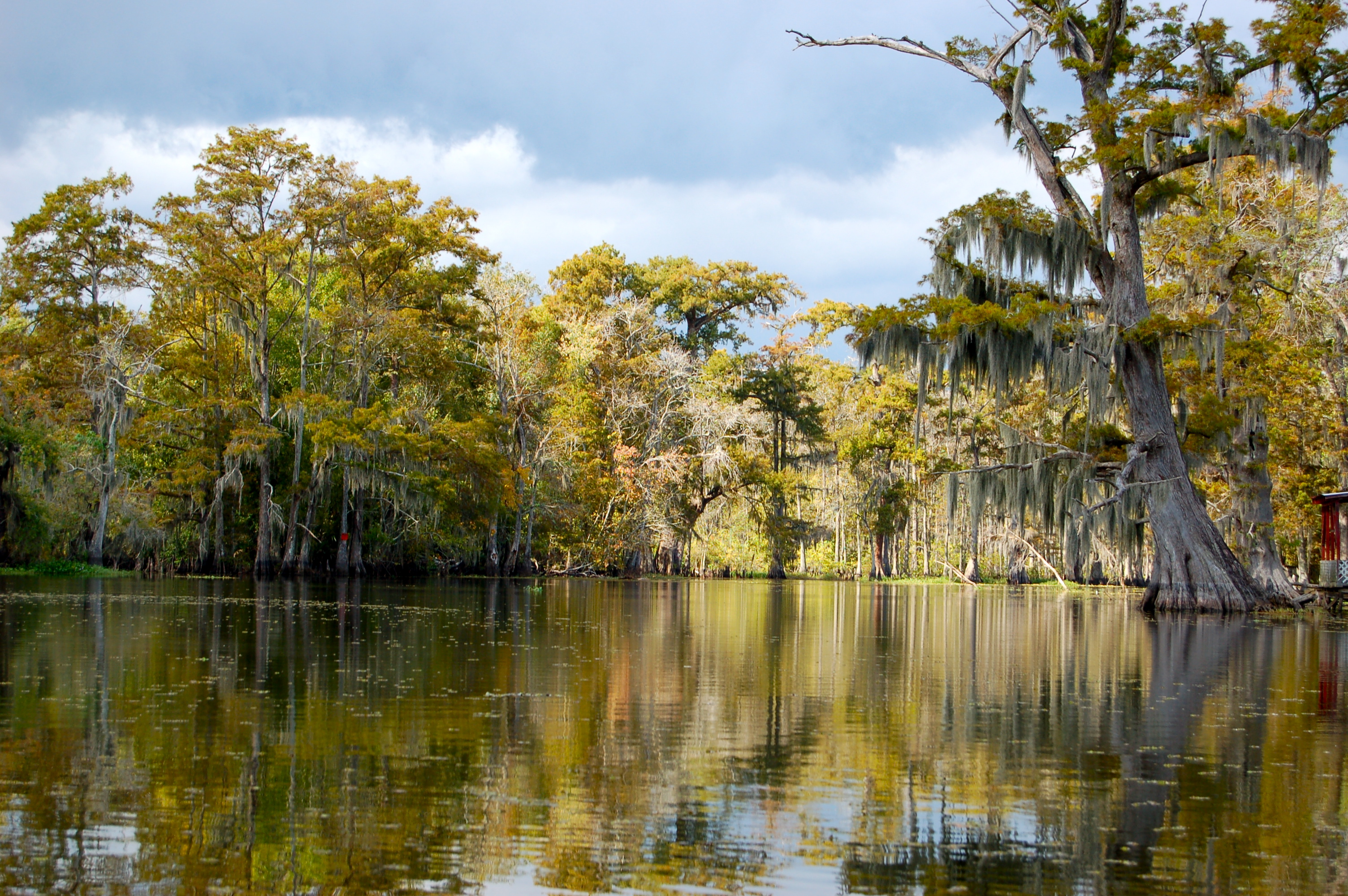
Im Zentrum des Flaherty-Films: Eine für Louisiana typische Bayou-Landschaft (hier: der Bayou Corne)

Louisiana-Legende, in Deutschland auch unter dem Originaltitel Louisiana Story geführt, ist die letzte Regiearbeit des berühmten Dokumentarfilmregisseurs Robert J. Flaherty, die 1948 in die US-amerikanischen Kinos gelangte. Der halbdokumentarische Film wurde von der Standard Oil Company of Louisiana (heute ExxonMobil) finanziert.

## Handlung
Im Zentrum des Geschehens stehen die kleinen Abenteuer eines halbwüchsigen Jungen in Louisiana, der der französischsprachigen Volksgruppe der Cajun angehört. Der beste Freund des Zwölfjährigen ist ein Waschbär namens Jojo, mit dem er durch die Bayous, die für Louisiana typische Wasserlandschaft, streift. Seine Familie, die Latours, lebt in den sumpfigen Wäldern am Mississippi vom Fischfang – alle sind stark mit der weitgehend unberührten Natur ihrer Heimat verwachsen.

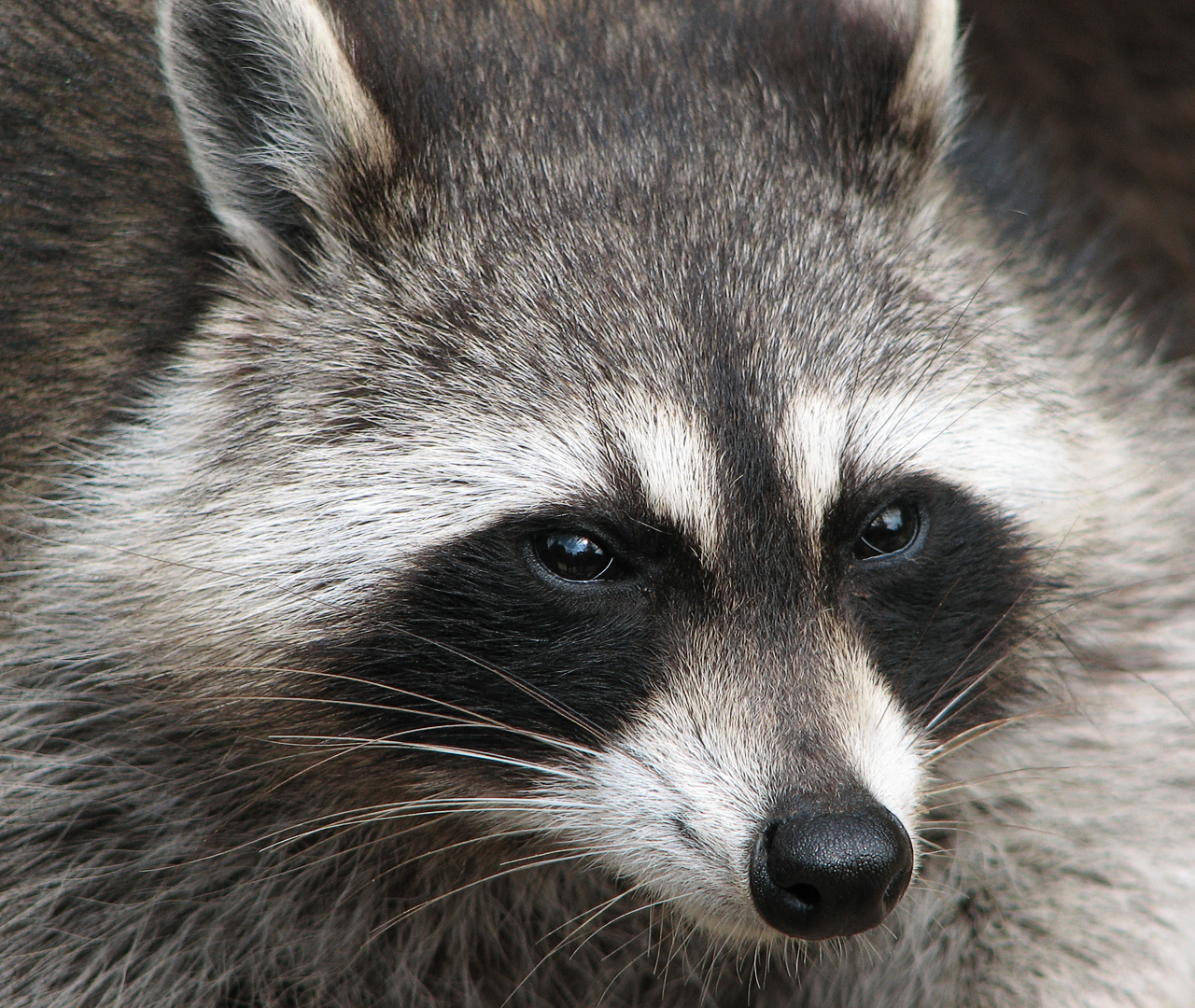
Tierischer Freund des Helden: ein Waschbär

Eines Tages bricht in diese Idylle mit voller Wucht die Moderne in Gestalt von Technik und Ölbohrtürmen ein. Eine Ölgesellschaft hat beschlossen, den Untergrund der Gegend auf Vorkommen des „schwarzen Goldes“ zu untersuchen und es gegebenenfalls zu fördern. Monsieur Latour hat den Firmenbetreibern sein Okay gegeben, und diese Entscheidung wird hier als richtiger Schritt zum Aufbruch in die Moderne dargestellt. Bei einem Unglück, bei dem die Bohrinsel einen Gaseinschluss streift und durch das ausströmende Gas eine Umweltkatastrophe droht, agieren die Angestellten der Ölbohrfirma sehr umsichtig. Die Ölsucher verlassen schließlich wieder das Gebiet, nehmen ihren riesigen Bohrkran auf einem Binnenschiff mit sich und hinterlassen, so wird unterstellt, eine saubere Umwelt und eine wohlhabende Cajun-Familie.
In einer Nebenhandlung geht es um das vorübergehende Verschwinden des Waschbären. Der Junge muss befürchten, dass Jojo von einem gewaltigen Alligator gefressen wurde, der die Gegend unsicher macht. Daraufhin machen sich die Bayou-Bewohner auf, die Riesenechse zu jagen. Zum guten Schluss findet sich Jojo wieder ein.

## Produktionsnotizen
Louisiana-Legende entstand mit einem Produktionsbudget in Höhe von 258.000 $ in den Jahren 1946/47 vor Ort nahe Abbeville und auf Avery Island in Louisiana und erlebte am 28. September 1948 seine New Yorker Premiere. Bereits einen Monat zuvor war der Film im Rahmen des Edinburgh International Film Festival der Öffentlichkeit erstmals vorgestellt worden. In Deutschland lief der Film am 24. Februar 1950 an, seine Fernsehpremiere hatte er sechs Jahre später in der ARD.
Kameramann Richard Leacock und Filmeditorin Helen van Dongen waren als Associate Producer an der Produktion des Films beteiligt.

## Auszeichnungen und Nominierungen
- Die Autoren Robert J. und Frances H. Flaherty (seine in Deutschland geborene Ehefrau) erhielten 1949 in der Kategorie Bestes Drehbuch/Beste Story eine Oscar-Nominierung.
- Im selben Jahr erhielt Virgil Thomson für seine Filmmusik zur Louisiana Story, die sich an der in Louisiana heimischen Cajun-Musik orientierte, den Pulitzer Prize for Music. Es war das erste und bisher (Stand 2020) einzige Mal, dass eine Filmmusik mit diesem Preis geehrt wurde. Die Filmklänge wurden von dem Philadelphia Orchestra intoniert.
- Louisiana Story erhielt den BAFTA-Film Award in der Kategorie Bester Dokumentarfilm
- Louisiana Story wurde bei den Internationalen Filmfestspielen von Venedig mit dem internationalen Preis (ex aequo mit John Fords Befehl des Gewissens und Luchino Viscontis Die Erde bebt) ausgezeichnet.
- Nominierung für den WGA-Award (bestes Drehbuch).
- 1994 wurde Louisiana Story in das National Film Registry der Library of Congress aufgenommen mit der Begründung: „kulturell, historisch oder ästhetisch bedeutend“ (culturally, historically, or aesthetically significant).

## Wissenswertes
Joseph Boudreaux, der den zwölfjährigen Jungen Alexander Napoleon Ulysses Latour verkörperte, blieb sein ganzes Leben lang in Louisiana ansässig und ging als Erwachsener angeblich selbst unter die Ölbohrer. Er lebte dort ein Leben, das dem des porträtierten Jungen nicht ganz unähnlich war, und jagte noch im fortgeschrittenen Alter Alligatoren. Der Hurrikan Rita zerstörte im Jahre 2005 das Haus des 70-Jährigen.
Die in der heutigen Zeit verbreiteten Bedenken hinsichtlich hemmungsloser Ausbeutung von Bodenschätzen und der Gefahren einer Umweltzerstörung sind in diesem Film nicht berücksichtigt.

## Kritiken
Der Film wurde im In- und Ausland stark beachtet und fand zu seiner Zeit große Zustimmung. Nachfolgend mehrere Beispiele:
Reclams Filmführer schrieb zu „Louisiana-Legende“: „Typisch für Flaherty ist die knappe Spielhandlung mit Alltagsszenen aus dem Leben der Menschen, die im Mittelpunkt des Films stehen. Typisch ist auch die Naturschilderung, die unübersehbar von der Liebe des Regisseurs zur unberührten Natur kündet. Neu allerdings ist, daß Flaherty auch die Schönheit und Notwendigkeit der Technik entdeckt.“
Georges Sadoul merkte bereits 1957 kritisch zu den Produktionsbedingungen Flahertys – Auftraggeber war eine Ölgesellschaft – an: „Der Auftrag ließ eine Behandlung der wahren Probleme rund um das Erdöl nicht zu. Doch die kristallene Anmut der urweltlichen Sumpflandschaft, das Dunkel der fast jungfräulichen Wälder, die industrielle Symphonie eines Bohrturms, die Frische eines zwölfjährigen Jägers vereinigen sich zu einer fesselnden arkadischen Idylle, wenn diese auch in einer zerrissenen Welt anachronistisch scheint.“
Buchers Enzyklopädie des Films resümierte: „Mit rhythmischen, lyrischen Aufnahmen zeigt der Film die Atmosphäre in den Sümpfen und erklärt die komplizierte Technik der Ölbohrung. Wesentlich für den Erfolg des Films waren die Kameraführung Richard Leacocks, der Schnitt Helen van Dongens und die Musik Virgil Thomsons.“

„‚Louisiana-Legende‘, die halbdokumentarische, filmische Reportage über das abgeschiedene Dasein einer Familie in den Sumpfgebieten Louisianas und der Eingriff der (Öl-)Industrie in ihr Leben, zeigte noch einmal Flahertys Fähigkeiten, seine Liebe zur Natur und zu den Menschen, die in Harmonie mit ihrem sie umgebenden Öko-System leben.“

Auf Rotten Tomatoes und AllMovie wird noch einmal auf die kritische Melange Dokumentation einerseits, Finanzierung durch die Ölindustrie andererseits hingewiesen: „Der letzte abendfüllende Film des Dokumentarfilmpioniers Robert Flaherty ist sein am schönsten fotografiertes Werk, aber auch sein umstrittenstes. Der von Standard Oil gesponserte Film kann als Lobgesang für die minimalen Folgen angesehen werden, den ein Ölkonzern auf die Wildnis, die er auszubeuten versucht, haben kann. (…) Abgesehen von der umstrittenen Botschaft, die der Sponsor des Films propagiert, ist Flahertys Film eine Fortsetzung seiner lebenslangen Erforschung der Beziehung des Menschen zu seiner natürlichen Umgebung, in Filmen wie Nanook of the North und Man of Aran.“
Der Movie & Video Guide lobte den Film als „wunderschön gemacht“ und bezeichnete Louisiana Story als „klassischen, einflussreichen Dokumentarfilm“.
Halliwell’s Film Guide nannte Flahertys Werk „ziemlich schöne aber überdehnte Semidokumentation“.
Im Lexikon des internationalen Films heißt es: „Ein meisterhaft inszenierter semidokumentarischer Film, poetisch und spannend, anschaulich und informativ.“